# ياكوب فرنك
ياكوب فرنك (بالألمانية: Jakob Franck)‏ هو مدرس ألماني، ولد في 18 فبراير 1811، وتوفي في 17 سبتمبر 1884.